# Setge de Pirisabora
El Setge de Pirisabora va formar part de la guerra entre l'Imperi Romà i l'imperi Sassànida. Va tenir lloc quan l'emperador romà Julià va assetjar la ciutat fortificada de Pirisabora en poder dels sassànides que en aquell moment dirigia Mamersides, el mes d'abril de l'any 363.

## El setge
Julià, quan va començar l'expedició contra els sassànides, va trobar alguna oposició a la ciutat d'Anah, però la va conquerir, i també altres ciutats importants de l'Asoristan durant el seu camí fins que va arribar a Pirisabora. La ciutat estava defensada per Mamersides (segons Ammià Marcel·lí) o per Momoseiros (segons Zòsim), i va presentar una forta resistència. L'emperador romà va poder ocupar aviat les muralles amb les màquines de setge.
Després de dos dies de combats ferotges, els sassànides i els habitants de la ciutat van abandonar les muralles de la ciutat i es van fer forts a l'acròpoli. Els romans van començar a construir una torre de setge, i davant d'aquest fet, Mamersides va arribar a un acord amb Julià per lliurar el fort a canvi d'una retirada segura. Julià, quan va haver ocupat l'acròpoli, va saquejar i cremar la ciutat abandonada. Pirisabora va ser cremada i devastada sense pietat pels soldats, que recordaven bé el tracte que els sassànides havien donat a Amida, quan l'havien capturada quatre anys abans, el 359. Julià va distribuir entre l'exèrcit el botí que va recollir a la ciutat.
Julià va veure més tard els cossos dels parents de Mamersides prop de Selèucia. Sembla que havien estat assassinats pels sassànides en venjança per la rendició de Pirisabora.
L'emperador Julià, tornat a Constantinoble per resoldre alguns assumptes polítics, va reunir un exèrcit de 95.000 homes a Antioquia de l'Orontes per preparar la invasió de l'Imperi sassànida. Quan va arribar a Carres, Julià va enviar els generals Procopi i Sebastià, amb 30.000 homes a Armènia perquè s'unissin a l'exèrcit de 24.000 d'Àrsaces II. Mentrestant, el cos principal de l'exèrcit comandat pel mateix Julià, va dirigir-se al sud, arribant a l'Eufrates, a Cal·linícon, d'on es va encaminar cap al sud-est seguint el riu cap a Ctesifont, la capital d'hivern dels sassànides, saquejant i cremant Birta, Diacira i Ozogardana pel camí.